# Большое Гусиное
Большое Гусиное — село в Петуховском районе Курганской области. Административный центр и единственный населённый пункт Большегусиновского сельсовета.

## История
До 1917 года входило в состав Теплодубровской волости Ишимского уезда Тобольской губернии. По данным на 1926 год село Гусиное состояло из 358 хозяйств. В административном отношении являлось центром Гусиновского сельсовета Петуховского района Ишимского округа Уральской области.

## Население
| 1989 | 2002 | 2010 | 2012 | 2013 | 2014 | 2015 |
| ---- | ---- | ---- | ---- | ---- | ---- | ---- |
| 495  | ↘415 | ↘340 | ↘308 | ↘291 | ↘288 | ↗297 |
| 2016 | 2017 | 2018 | 2019 | 2020 |      |      |
| ↘285 | ↘279 | ↘274 | ↘253 | ↘249 |      |      |

По данным переписи 1926 года в селе проживало 1642 человека (750 мужчин и 892 женщины), в том числе: русские составляли 98 % населения, киргизы — 2 %.